# Quintet
Quintet Company, Limited (株式会社クインテット Kabushiki gaisha Kuintetto?) es una empresa japonesa desarrolladora de videojuegos, fundada en 1989. El nombre de la empresa deriva de la terminología musical (quintetos musicales), así como de los 5 elementos de diseño de juegos - planificación, gráficos, sonido, programadores y productores. Quintet fue más activo en el decenio de 1990, cuando tenía una fuerte relación con Enix (ahora incorporada dentro de Square Enix), la empresa fue también miembro del grupo GD-NET de desarrolladores de Sega Saturn. El estado actual de Quintet no está claro.

## Trabajos realizados
- ActRaiser
- Soul Blazer
- ActRaiser 2
- Illusion of Time
- Robotrek
- Terranigma
- Solo Crisis
- Code R
- Planet Laika (codesarrollado con Zeque)
- Brightis
- Simple 1500 Series vol.78 The Zeroyon
- The Granstream Saga
- Godzilla Generations: Maximum Impact

- Datos: Q1467154